# Burt Reynolds

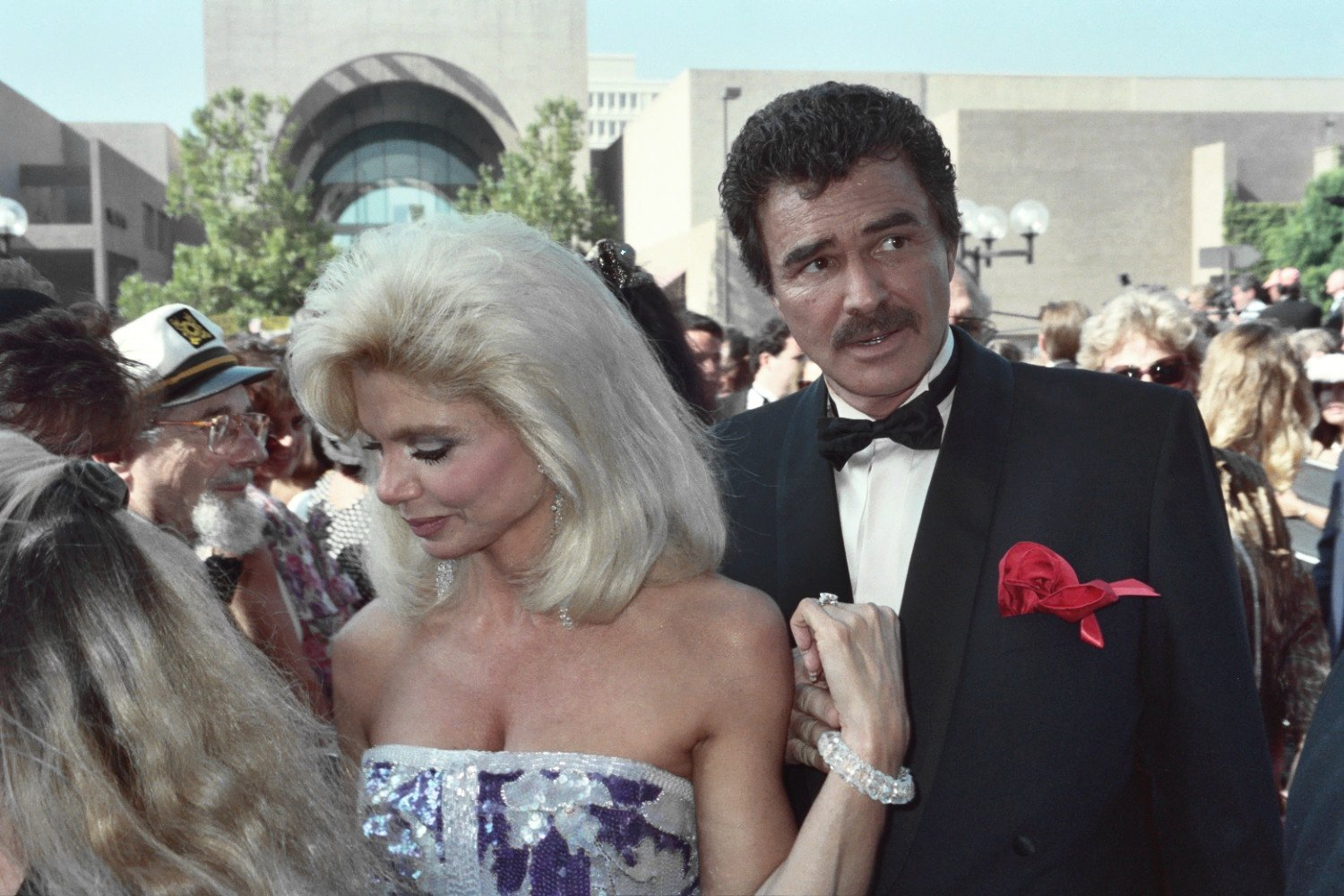
Loni Anderson y Burt Reynolds a su llegada a la gala de los premios Emmy de 1991.

Burton Leon Reynolds Jr. (Lansing, Míchigan, 11 de febrero de 1936-Jupiter, Florida, 6 de septiembre de 2018), más conocido como Burt Reynolds, fue un actor, director de cine y productor estadounidense. Fue una de las estrellas más populares y taquilleras de la década de 1970, entre los que destacan sus interpretaciones de Paul Crewe en The Longest Yard (1974), Nate Scarborough en The Longest Yard (la versión de 2005), Bandit en Smokey and the Bandit (1977), J.J. McClure en The Cannonball Run (1979), Lewis Medlock en Deliverance (1972) y Jack Horner en Boogie Nights (1997).
Ganó dos Globos de Oro (uno de cine y otro de televisión), un premio Emmy y fue nominado al premio Óscar. También es recordado por ser la primera estrella masculina en protagonizar en 1972 un desnudo de cuerpo entero en la prensa no pornográfica (en la revista Cosmopolitan).

## Biografía

### Inicios
Hijo de Harriette Fernette "Fern" (de soltera, Miller; 1902-1992) y Burton Milo Reynolds (1906-2002), tenía ascendencia holandesa, inglesa, escocesa e irlandesa, reclamando también raíces cheroquis por parte paterna. Tenía una hermana mayor, Nancy (1930-2011). La familia se mudó en 1946 a Riviera Beach, Florida, donde su padre se convirtió en jefe de policía. En el instituto de la localidad destacó en la práctica de fútbol americano, por lo que se le concedió una beca al ingresar en la Florida State University, jugando de mediocampista. Pensaba hacer carrera como jugador profesional, pero un par de lesiones disminuyeron sus habilidades en el campo y, tras una derrota, decidió abandonar. Pensó en convertirse en oficial de policía como su padre, pero este le sugirió que terminara los estudios. Tras escucharle recitar a Shakespeare, su profesor de inglés le convenció de participar en la obra teatral que estaba dirigiendo.
Reynolds accedió así al mundo actoral en teatro poco antes de cumplir los 20 años. En 1956 fue premiado por su primer papel protagonista, y recibió una beca para formarse en un teatro de verano de Nueva York. En esa época Reynolds conoció a la actriz Joanne Woodward (futura esposa de Paul Newman), quien le ayudó a encontrar un agente. Participó en una gira teatral y luego en Mister Roberts, función protagonizada por Charlton Heston. El director de esta obra, John Forsythe, consiguió para Reynolds una audición para el filme Sayonara (1957), pero el joven actor fue descartado porque físicamente se parecía demasiado al protagonista, Marlon Brando. De todas formas, el director Joshua Logan recomendó a Reynolds que se diese a conocer en Hollywood; pero él no se veía con opciones y en ese momento lo descartó. Tuvo que aceptar varios empleos menores, como camarero, repartidor, estibador y portero de una sala de baile.

### Apogeo
Entre otros trabajos reseñables se encuentran Navajo Joe (spaghetti wéstern de Sergio Corbucci), 100 Rifles (con Raquel Welch y Fernando Lamas), Lucky Lady (con Liza Minnelli y Gene Hackman), The Best Little Whorehouse in Texas (La casa más alegre de Texas, con Dolly Parton), Nickelodeon (de Peter Bogdanovich), Los locos de Cannonball, Boogie Nights (de Paul Thomas Anderson), Striptease (con Demi Moore) y Driven (Alta velocidad, estrenada en 2001), donde trabajó con Sylvester Stallone.

### Últimos años
En 2011 realizó un cameo en la tercera entrega de la popular saga de videojuegos Saints Row (Saints Row: The Third), interpretándose a sí mismo como el alcalde de la ciudad de Steelport, en la que transcurre la trama del juego.
En 2017 protagonizó la película The Last Movie Star, del director Adam Rifkin, como una antigua estrella de cine que tiene que hacer las paces con el hecho de que ya ha envejecido y que sus años de gloria quedaron atrás.
Cuando falleció el 6 de septiembre de 2018, debido a problemas cardíacos, estaba a la espera de comenzar a rodar Érase una vez en Hollywood, película de Quentin Tarantino ambientada en el Hollywood de 1969, donde habría interpretado a George Spahn.

## Vida personal
Reynolds estuvo casado en dos ocasiones: la primera, con Judy Carne, entre 1963 y 1965, y la segunda vez con Loni Anderson, entre 1988 y 1993. En 1988, Reynolds y Anderson adoptaron un hijo, al que llamaron Quinton Anderson Reynolds.
Además, fue durante algunos años pareja sentimental de la actriz Sally Field y también mantuvo una relación con Dolly Parton.

## Filmografía

### Cine
1. Angel Baby (1961)
2. Armored Command (1961)
3. Operation C.I.A. (1965)
4. Navajo Joe (1966)
5. 100 Rifles (1969)
6. Sam Whiskey (1969)
7. Impasse (1969)
8. Shark! (1969)
9. Skullduggery (1970)
10. Deliverance (1972)
11. Fuzz (1972)
12. Todo lo que quiso saber sobre el sexo (1972) (Cameo)
13. Shamus (1973)
14. White Lightning (1973)
15. The Man Who Loved Cat Dancing (1973)
16. The Longest Yard (1974)
17. At Long Last Love (1975)
18. W. W. and the Dixie Dancekings (1975)
19. Lucky Lady (1975)
20. Hustle (1975)
21. Silent Movie (1976) (Cameo)
22. Gator (1976) (como director)
23. Nickelodeon (1976)
24. Dos pícaros con suerte (1977)
25. Semi-Tough (1977)
26. The End (1978) (como director)
27. Hooper (1978) (como productor)
28. Starting Over (1979)
29. Rough Cut (1980)
30. Smokey and the Bandit II (1980)
31. The Cannonball Run (1981)
32. Paternity (1981)
33. Sharky's Machine (1981) (como director)
34. The Best Little Whorehouse in Texas (1982)
35. Best Friends (1982)
36. Stroker Ace (1983)
37. Smokey and the Bandit Part 3 (1983)
38. The Man Who Loved Women (1983)
39. Cannonball Run II (1984)
40. City Heat (1984)
41. Southern Voices, American Dreams (1985) (documental)
42. Stick (1985) (como director)
43. Uphill All the Way (1986) (cameo)
44. Sherman's March (1986) (documental)
45. Heat (1986, de Dick Richards)
46. Malone (1987)
47. Rent-A-Cop (1988)
48. Switching Channels (1988)
49. Physical Evidence (1989)
50. Breaking In (1989)
51. All Dogs Go to Heaven (1989) (voz)
52. Modern Love (1990)
53. The Player (1992) (Cameo)
54. Cop and a Half (1993)
55. The Maddening (1995)
56. Frankenstein and Me (1996)
57. Citizen Ruth (1996)
58. Striptease (1996)
59. Mad Dog Time (1996)
60. Meet Wally Sparks (1997)
61. Bean (1997)
62. Boogie Nights (1997)
63. Big City Blues (1997)
64. Crazy Six (1998)
65. Pups (1999)
66. The Hunter's Moon (1999)
67. Stringer (1999)
68. Mystery, Alaska (1999)
69. Waterproof (2000)
70. The Crew (2000)
71. The Last Producer (2000) (como director)
72. Driven (2001)
73. Tempted (2001)
74. Hotel (2001)
75. The Hollywood Sign (2001)
76. On Heart and Kidneys (2001)
77. Snapshots (2002)
78. Time of the Wolf (2002)
79. Grand Theft Auto: Vice City (2002) (voz)
80. Hard Ground (2003)
81. The Librarians (2003)
82. 4th and Life (2003) (documental)
83. Gumball 3000: The Movie (2003)
84. Without a Paddle (2004)
85. The Longest Yard (2005)
86. The Dukes of Hazzard (2005)
87. Legend of Frosty the Snowman (2005) (voz)
88. Cloud 9 (2006)
89. End Game (2006)
90. Forget About It (2006)
91. Grilled (2006)
92. Broken Bridges (2006)
93. Transformers (2007)
94. En el nombre del rey (2007)
95. Deal (2008)
96. Delgo (2008) (voz)
97. A Bunch of Amateurs (2009)
98. Not Another Not Another Movie (2009)
99. Categoría 5: ciclogénesis infernal (2014)
100. Pocket Listing (2015)
101. Shangri-La Suite (2016)
102. The Last Movie Star (2017)
103. Érase una vez en Hollywood (2018)

## Trabajos en televisión
- Riverboat (entre 1959-1960)
- Gunsmoke (entre 1962-1965)
- Hawk (1966) (cancelado después de 17 episodios)
- Fade-In (1968)
- Double Jeopardy (1970) (piloto de Dan August)
- Hunters Are for Killing (1970)
- Run, Simon, Run (1970)
- The X-Files (2000)
- Dan August (1970-1971)
- Out of This World (1987-1991) (sólo voz)
- B.L. Stryker: The Dancer's Touch (1989) (piloto de B.L. Stryker)
- B.L. Stryker (1989-1990)
- B.L. Stryker: King of Jazz (1990)
- B.L. Stryker: Die Laughing (1990) (como director)
- Evening Shade (1990-1994)
- The Man from Left Field (1993) (como director y productor)
- Raven (1997)
- Universal Soldier II: Brothers in Arms (1998)
- Universal Soldier III: Unfinished Business (1998)
- Hard Time (1998) (also director)
- Hard Time: The Premonition (1999)
- Hard Time: Hostage Hotel (1999)
- Johnson County War (2002) (miniseries)
- Miss Lettie and Me (2002)
- Hard Ground (2003)
- Robot Chicken (2005) (voz de invitado)
- My Name Is Earl (2006)
- Burn Notice (2010)
- American Dad! (2011) (voz de invitado)

## Premios y distinciones
Premios Óscar
| Año  | Categoría              | Película      | Resultado |
| ---- | ---------------------- | ------------- | --------- |
| 1998 | Mejor actor de reparto | Boogie Nights | Nominado  |

Globos de Oro
| Año  | Categoría              | Película      | Resultado |
| ---- | ---------------------- | ------------- | --------- |
| 1997 | Mejor actor de reparto | Boogie Nights | Ganador   |

Premios BAFTA
| Año  | Categoría              | Película      | Resultado |
| ---- | ---------------------- | ------------- | --------- |
| 1997 | Mejor actor de reparto | Boogie Nights | Nominado  |

Premios del Sindicato de Actores
| Año  | Categoría              | Película      | Resultado |
| ---- | ---------------------- | ------------- | --------- |
| 1997 | Mejor reparto          | Boogie Nights | Nominado  |
| 1997 | Mejor actor de reparto | Boogie Nights | Nominado  |